# Jean-Antoine d’Avaux

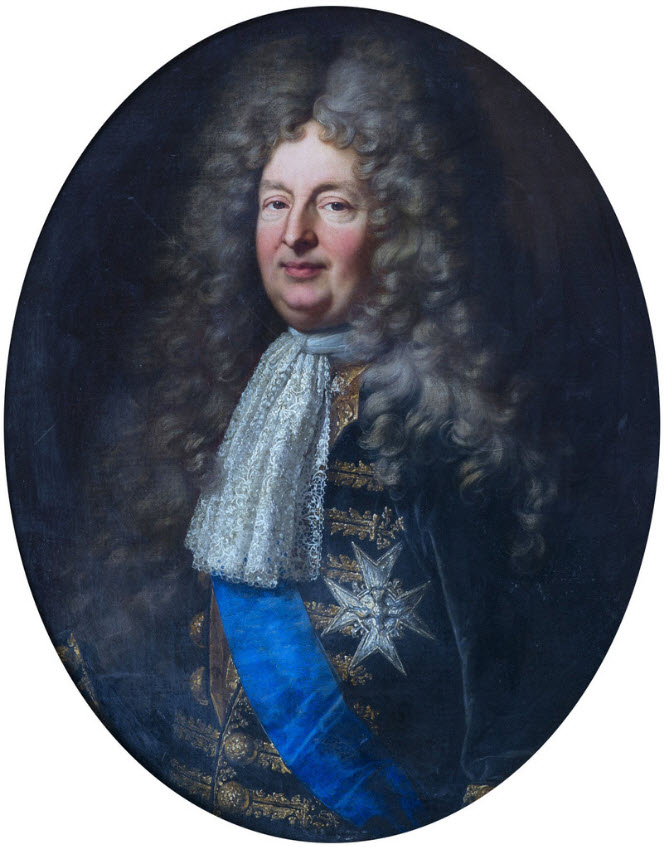
Jean-Antoine de Mesmes

Jean-Antoine de Mesmes, comte d’Avaux (* 1640; † 11. Februar 1709 in Paris) aus der Familie Mesmes war ein französischer Diplomat und Bruder des Académie-Mitglieds Jean-Jacques de Mesmes.

## Leben
Jean-Antoine de Mesmes, comte d’Avaux war der vierte Sohn des Président à mortier Jean-Antoine de Mesmes (* 1598; † 1673), der zuerst Herr, dann Graf von Avaux war, sowie Neffe des bedeutenden französischen Diplomaten Claude de Mesmes. Anfangs war er Rat des Parlement de Paris, dann Maître des requêtes und Staatsrat. Er schlug daraufhin eine diplomatische Karriere ein, in deren Verlauf er, auch aufgrund des Ruhms seines Onkels und des Einflusses seiner Familie, prestigeträchtige Gesandtschaftsposten und die Durchführung bedeutender Verhandlungsmissionen für den französischen Staat anvertraut bekam.
1671–74 war d’Avaux außerordentlicher Gesandter in Venedig. Seit Juni 1676 war er zusammen mit Charles Colbert, marquis de Croissy und dem Marschall d’Estrades französischer Bevollmächtigter auf dem Friedenskongress zu Nimwegen. Nach dessen Abschluss (1678/79) residierte er bis Anfang Dezember 1688 als französischer Botschafter in Den Haag und leistete in dieser Funktion Ludwig XIV. wertvolle Dienste. So informierte er den König über die großen Mengen Goldes, die von infolge der Aufhebung des Edikts von Nantes (1685) in die Generalstaaten geflohenen Hugenotten dorthin geschafft wurden. 1687 benachrichtigte er Ludwig XIV. über die Pläne des Statthalters Wilhelm von Oranien bezüglich Großbritanniens. Im nächsten Jahr wies er ihn als Erster auf die Besetzung Kölns durch 3000 Soldaten des Kurfürsten von Brandenburg unter dem Kommando des exilierten Schomberg hin. Seine Berichte über seine Verhandlungen in den Generalstaaten enthalten zahlreiche kuriose und teilweise wohl zweifelhafte Details über die Rebellion von James Scott, 1. Duke of Monmouth und die Glorious Revolution. Seine Berichte an Ludwig XIV. spiegeln seine feindliche Einstellung gegenüber dem Fürsten von Oranien.
Ab März 1689 fungierte der Comte d’Avaux als Gesandter beim vertriebenen englischen König Jakob II. in Irland, wurde aber im Folgejahr zurückberufen. Seit Anfang 1693 hielt er sich in Schweden auf, wo er das alte Bündnis mit Frankreich erneuerte und die Präliminarien des – 1697 abgeschlossenen – Friedens von Rijswijk zustande brachte. 1698 bat er, das nordische Land wieder verlassen zu dürfen, da dessen raues Klima seine Gesundheit beeinträchtigte. Schließlich wurde er im Mai 1700 durch den Grafen von Guiscard ersetzt. Zuletzt war er 1701 als Nachfolger des Grafen von Briord erneut als Botschafter  in den Generalstaaten tätig. Seine Absicht, die Anerkennung Philipps V. als König von Spanien durch die Generalstaaten zu erreichen, konnte er nicht durchsetzen. Er kehrte nach dem Ausbruch des Spanischen Erbfolgekriegs 1702 nach Paris zurück und starb dort 1709 im Alter von 69 Jahren.

## Schriften
- Mémoire présenté aux États Généraux  le 5 nov. 1681.
- Négociations du comte d’Avaux  en Hollande. 6 Bde., Paris 1752–53, hrsg. vom Abbé Edme Mallet (von 1679 bis 1688 reichend)
- Négociations de M. le comte d’Avaux, ambassadeur extraordinaire à la cour de Suède, pendant les années 1693, 1697, 1698. 4 Bde., Utrecht 1883, hrsg. von J.-A. Wijnne

Briefe von d’Avaux finden sich in folgenden Ausgaben:
- Lettres et négociations de d’Estrades, de Colbert de Croissy et de d’Avaux pour les conférences de 1676 et 1677. 3 Bde., Den Haag 1710 und London 1743
- M. Vreede (Hrsg.): Correspondance diplomatique et militaire du duc de Marlborough, du grand pensionnaire Heinsius et du trésorier général des Provinces-Unies, Jacques Hop. 1857